# 谢氏公祠
谢氏公祠，位于中国广东省阳江市阳春市岗美镇轮水村，为阳春市文物保护单位，类型为古建筑，公布时间为2004年12月31日。
谢氏公祠的历史年代为清代。